# Natalija Ottschenasch
Natalija Ottschenasch, geborene Burdyha, (ukrainisch Наталія Отченаш (Бурдига), engl. Transkription Nataliya Otchenash (Burdyga), geb. russisch Ната́лья Леони́довна Отченаш (Бурды́га) Natalja Leonidowna Ottschenasch (Burdyha) – Natalya Otchenash; * 26. Oktober 1983 in Ossa, Region Perm, damals Sowjetunion) ist eine ehemalige ukrainische Biathletin russischer Herkunft.

## Sportliche Laufbahn

### Russland
Natalja Ottschenasch war eine sehr erfolgreiche Junioren-Biathletin. Ihr internationales Debüt gab sie bei den Junioren-Europameisterschaften 2003 in Forni Avoltri. Sie startete in Sprint, Verfolgung und im Staffelrennen und gewann in allen drei Wettbewerben die Goldmedaille. Seit der Saison 2003/04 nahm sie am Junioren-Europacup teil und gewann ihr erstes Sprint-Rennen in Ridnaun. Nicht ganz so erfolgreich verliefen die Junioren-Weltmeisterschaften 2004 in der Haute-Maurienne, wo Platz 16 im Sprint bestes Resultat wurde. Mehr Erfolg hatte sie kurz darauf bei der Junioren-EM in Minsk. Mit der Staffel gewann Ottschenasch erneut die Goldmedaille, im Einzel wurde sie Zweite hinter Jelena Dawgul, in Sprint und Verfolgung verpasste sie als Viertplatzierte weitere Medaillen nur knapp.
Seit der Saison 2004/05 trat sie im Biathlon-Europacup der Frauen an. Schon nach kurzer Zeit erreichte sie die ersten einstelligen Ergebnisse. Zwischen 2005 und 2006 nahm sie, abgesehen von den Sommerbiathlon-Weltmeisterschaften 2006, wo sie zwei Goldmedaillen gewann, an keinen internationalen Wettkämpfen teil.
Im Oktober 2006 gab die IBU bekannt, dass Ottschenasch nach beiden Siegen bei der Sommerbiathlon-WM positiv auf Carphedon getestet wurde. Sie wurde daraufhin für zwei Jahre gesperrt, ihr wurden beide Titel aberkannt und sämtliche Ergebnisse seit den positiven Tests korrigiert.
Nächstes Großereignis wurden die Biathlon-Europameisterschaften 2009 in Ufa. Im Sprintrennen erreichte sie Platz neun, im Einzel lief sie auf den 17. und in der Verfolgung auf den 13. Platz. Seit Beginn der Saison 2009/2010 startete sie im Weltcup. In ihrem ersten Rennen, einem Einzel in Östersund, belegte Ottschenasch und gewann ihre ersten Weltcup-Punkte. Mit Rang 22 konnte sie in Pokljuka ihr bis dato bestes Weltcup-Resultat erreichen.

### Ukraine
Zur Saison 2010/11 wechselte sie vom russischen zum ukrainischen Verband. In Nové Město na Moravě gewann Otchenash beim ersten Rennen 2011 mit dem Einzel ihr erstes Rennen im IBU-Cup.
Seit Mitte der Saison kam sie regelmäßig im Weltcup zum Einsatz und konnte in Presque Isle bei einem Sprint als 22. ihr bis dahin bestes Weltcup-Ergebnis egalisieren. Im weiteren Saisonverlauf nahm sie in Nové Město na Moravě an den Sommerbiathlon-Weltmeisterschaften 2011 teil, bei denen sie Achte des Sprints und Siebte der Verfolgung wurde.
Zuvor startete sie am Ende der Vorsaison in Chanty-Mansijsk erstmals bei Biathlon-Weltmeisterschaften und wurde 18. des Einzels. Ihren Durchbruch im Weltcup erreichte Otchenash in der Saison 2011/12 mit Rang acht im Sprint von Oberhof und damit einer erstmaligen Top-Ten-Platzierung. In Nové Město wurde sie nach einem elften Rang im Sprint und verbesserte im darauf folgenden Verfolgungsrennen als Sechste ihre persönlich beste Platzierung.
2013/14 belegte sie mit der Staffel in Ruhpolding Platz 3. Dieser dritte Platz war ihre einzige Top-10-Platzierung der Saison. Im Februar 2014 nahm SIE an den Olympischen Spielen in Sotschi teil und erreichte mit der Mixed-Staffel den siebten Platz.
In der nächsten Saison kam Otchenash mit der Staffel bzw. der Mixed-Staffel viermal unter die besten Fünf.
Nach der Saison kündigte sie zunächst ihren Rücktritt an, nahm in der darauffolgenden Saison 2015/16 allerdings weiterhin an Wettkämpfen im Weltcup teil.
Anfang 2016 wurde sie in Presque Isle mit der Staffel noch einmal zweite. Nach der Saison beendete Natalija Otchenash aus familiären Gründen endgültig ihre Karriere.

## Privates
Im April 2017 heiratete sie den slowakischen Biathleten Martin Otčenáš und nahm infolgedessen seinen Nachnamen an.

## Platzierungen im Biathlon-Weltcup
Die Tabelle zeigt alle Platzierungen (je nach Austragungsjahr einschließlich Olympische Spiele und Weltmeisterschaften).
- 1.–3. Platz: Anzahl der Podiumsplatzierungen
- Top 10: Anzahl der Platzierungen unter den ersten zehn (einschließlich Podium)
- Punkteränge: Anzahl der Platzierungen innerhalb der Punkteränge (einschließlich Podium und Top 10)
- Starts: Anzahl gelaufener Rennen in der jeweiligen Disziplin

| Platzierung         | Einzel | Sprint | Verfolgung | Massenstart | Staffel | Gesamt |
| ------------------- | ------ | ------ | ---------- | ----------- | ------- | ------ |
| 1. Platz            |        |        |            |             |         |        |
| 2. Platz            |        |        |            |             | 3       | 3      |
| 3. Platz            |        |        |            |             | 2       | 2      |
| Top 10              |        | 3      | 1          |             | 12      | 16     |
| Punkteränge         | 11     | 26     | 26         | 8           | 14      | 85     |
| Starts              | 14     | 45     | 31         | 8           | 14      | 112    |
| Stand: Karriereende |        |        |            |             |         |        |